# Serie A (baseball)
La Serie A è il massimo campionato italiano di baseball.

## Storia

Il logo utilizzato quando la serie era denominata Italian Baseball League

Nel 2007 la Federazione Italiana Baseball Softball ha deliberato la modifica della denominazione da Serie A1 (categoria attiva dal 1948) in Italian Baseball League (IBL). Questo in vista dell'attuazione del professionismo e del sistema delle franchigie. Questa modifica è stata attuata dal campionato Italian Baseball League 2010.
Nel 2010 la IBL aveva effettuato il primo passo verso il professionismo introducendo il cosiddetto sistema a franchigia che non prevede retrocessioni ma l'assegnazione del primo titolo di campione d'Italia di baseball, la Italian Baseball League 2010. Otto squadre strutturate a franchigia con una squadra in I divisione e l'altra in II divisione. Le due squadre di ogni franchigia potranno scambiarsi i giocatori liberamente durante la stagione.
Le otto società della IBL, nello scegliere la società da affiliare alla franchigia, si sono prevalentemente rivolte a squadre di Serie B (solo tre team, Verona, Riccione e Latina nel 2009 avevano militato in A2), pertanto il campionato nazionale dilettantistico di serie A federale, che assegna anch'esso uno scudetto e non prevede quindi promozioni in IBL, ha assunto una maggiore rilevanza, stante che molte squadre della A2 2009 hanno rifiutato l'invito delle otto big per schierarsi ai nastri nella nuova serie A.
Nel 2018 la denominazione è stata cambiata nuovamente in Serie A1 con la reintroduzione delle promozioni e retrocessioni.
A partire dal 2020 la formula avrebbe dovuto passare da 8 a 12 partecipanti. Nel 2020, per effetto dei ripescaggi e delle mancate iscrizioni, il campionato è stato a 6 squadre senza retrocessioni, in modo da raggiungere i 12 partecipanti nell'anno 2021.
Nel 2021 viene introdotta la Serie A, che riunisce le precedenti Serie A1 e Serie A2. Le squadre partecipanti sono 33 (divise in 8 gironi), le cui 8 vincitrici andranno a giocarsi lo scudetto, mentre le restanti 25 lotteranno per evitare di rientrare nelle 5 retrocesse in B.

## Albo d'oro
| Edizione | Campione d'Italia          |
| -------- | -------------------------- |
| 1998     | Caffè Danesi Nettuno       |
| 1999     | Semenzato Rimini           |
| 2000     | Semenzato Rimini           |
| 2001     | Caffè Danesi Nettuno       |
| 2002     | Semenzato Rimini           |
| 2003     | Italeri Bologna            |
| 2004     | Prink Grosseto             |
| 2005     | Italeri Bologna            |
| 2006     | Telemarket Rimini          |
| 2007     | Montepaschi Grosseto       |
| 2008     | T&A San Marino             |
| 2009     | UGF Banca Bologna          |
| 2010     | Cariparma                  |
| 2011     | T&A San Marino             |
| 2012     | T&A San Marino             |
| 2013     | T&A San Marino             |
| 2014     | UnipolSai Bologna          |
| 2015     | Rimini                     |
| 2016     | UnipolSai Bologna          |
| 2017     | Rimini                     |
| 2018     | UnipolSai Bologna          |
| 2019     | UnipolSai Bologna          |
| 2020     | UnipolSai Bologna          |
| 2021     | San Marino Baseball        |
| 2022     | San Marino Baseball        |
| 2023     | Fortitudo Baseball Bologna |
| 2024     | 1949 Parma Baseball Club   |